# Юниън Търтийн
Юниън Търтийн (на английски: Union 13) е американска хардкор пънк група от Ел Ей. Имат четири пълни албума, три издадени чрез Епитаф Рекърдс и един чрез Дизастър Рекърдс.
Музиката им е бърза, отражение на тяхното израстване в мексиканска и централноамериканска среда.
Създават си репутация като група, свиреща на дворни партита в района на Източен Лос Анджелис. Това се променя, когато Брет Гъръуиц, собственикът на Епитаф Рекърдс, се появява на едно от изпълненията им и ги убеждава да запишат демо в студиото Уестбийч Рекордърс в Холивуд.
Тандемът Тим Армстронг и Ларс Фредериксен от Рансид са впечатлени от демото и проявяват интерес към продуцирането на първия албум на бандата. По този начин те влизат в студиото и официално подписват с Епитаф Рекърдс.